# Мартениця

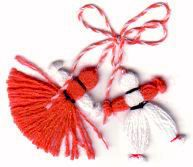
Типова мартениця

Мартениця (болг. мартеница, pronounced [ˈmartɛnit͡sa]; мак. мартинка, трансліт. martinka; грец. μάρτης, трансліт. mártis; рум. mărțișor; алб. verore) — невелика прикраса з білої та червоної пряжі, зазвичай у вигляді двох ляльок — білої чоловічої та червоної жіночої. Мартениці носять від дня Баби Марти (1 березня) до тих пір, поки власник вперше не побачить лелеку, ластівку чи квітуче дерево (або до кінця березня (1 квітня)). Назва свята в перекладі з болгарської та македонської означає «Бабуся Марч». Свято та одягання мартениці є болгарською та македонською традицією, пов'язаною із зустріччю весни, яка, згідно з болгарським та македонським фольклором, починається в березні. У 2017 році внесено до Репрезентативного списку нематеріальної культурної спадщини людства ЮНЕСКО.

## Символіка
Типова мартениця складається з двох маленьких вовняних ляльок, Піжо і Пенда (болг. Пижо и Пенда). Піжо, чоловіча лялька, зазвичай переважно біла; Пенда, жіноча лялька, вирізняється своєю спідницею і зазвичай переважно червоного кольору. 
Виплетені червоно-білі нитки символізують побажання міцного здоров'я. Вони є провісниками приходу весни і нового життя. У той час як білий колір символізує чистоту, червоний є символом життя та пристрасті, тому деякі етнологи припускають, що за самого свого походження звичай міг нагадувати людям про постійний цикл життя та смерті, баланс добра та зла, і горе, і щастя в житті людини. Мартениця також є стилізованим символом матері-природи, білий колір символізує чистоту білого снігу, що тане, і червоний захід сонця, який стає все яскравішим з настанням весни. Ці два природні ресурси є джерелом життя. Вони також асоціюються з чоловічим і жіночим началом, а в їх балансі — з потребою балансу в житті. 

## Традиція

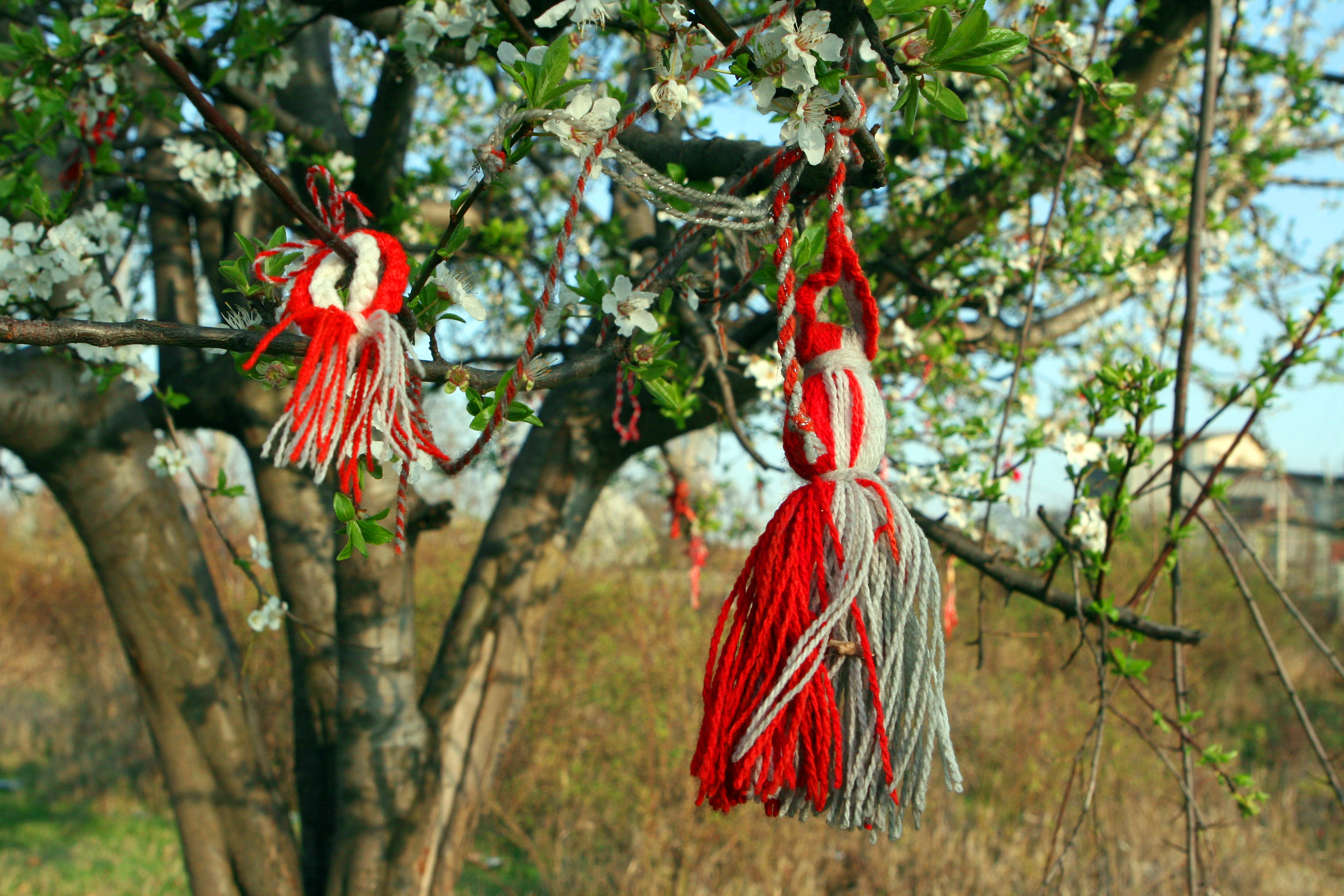
Мартениці, пов'язані з квітучим деревом, символом наближення весни

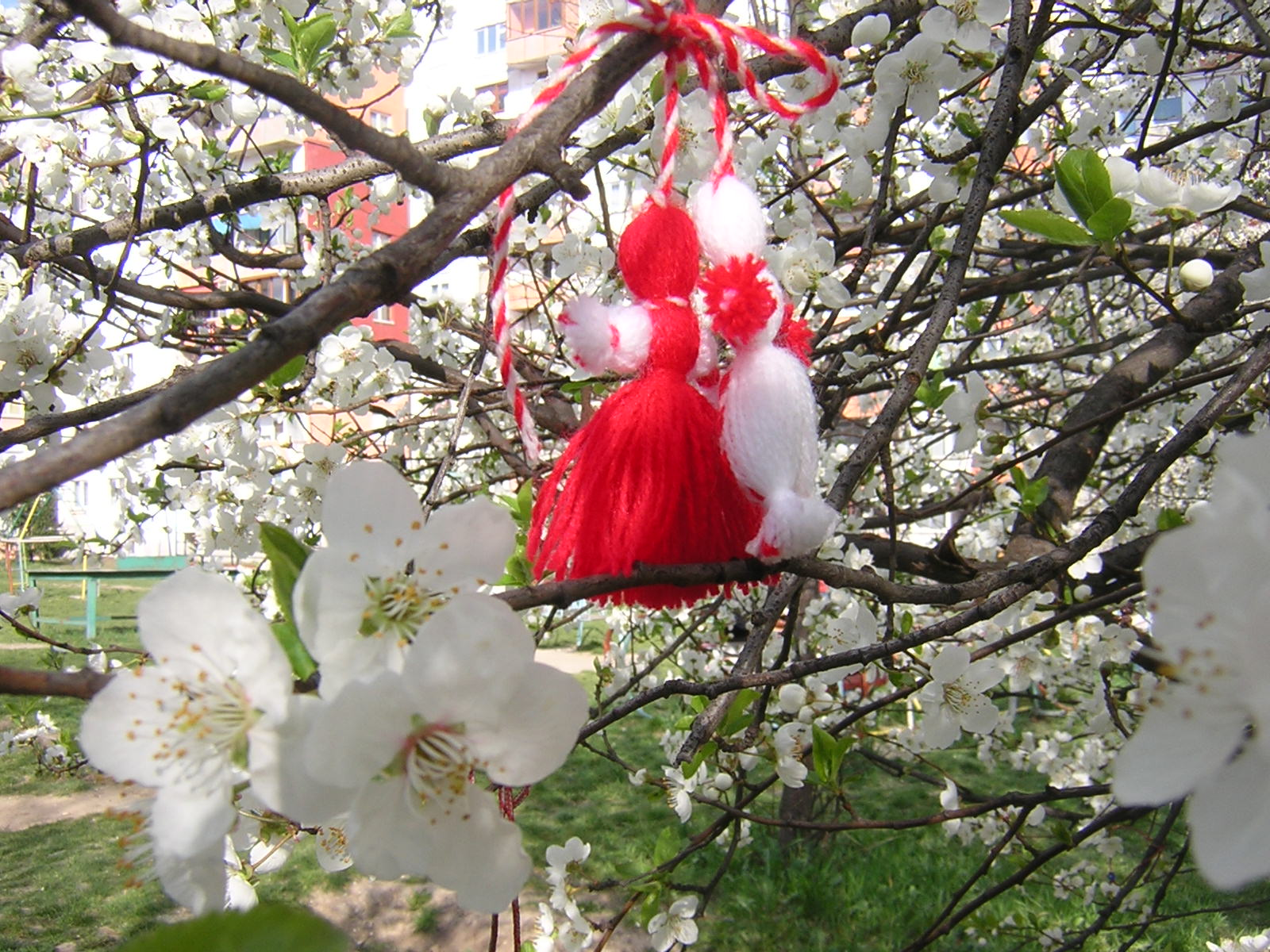
Ще Мартениця пов'язана

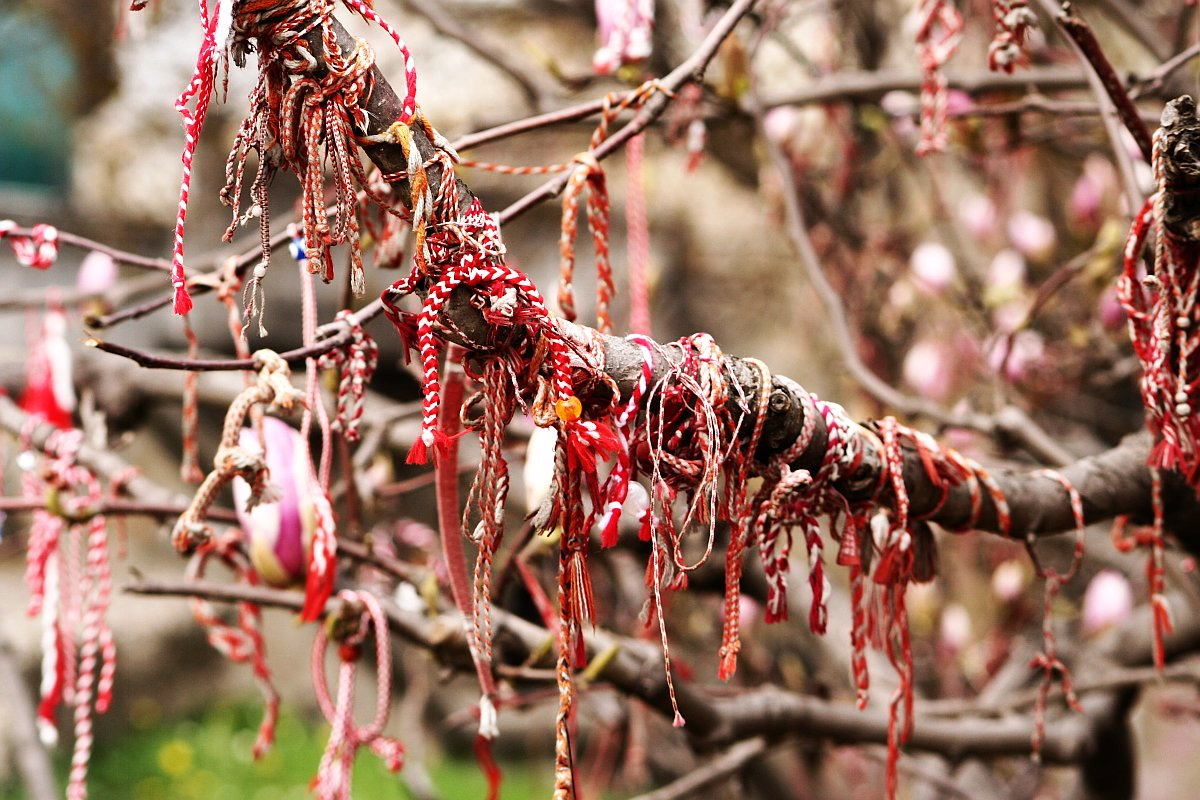
Квітуча магнолія, пов'язана мартеницями

Традиція наказує, що мартениці завжди дарують як подарунок, а не купують для себе. Їх дарують коханим, друзям і тим людям, з якими ви відчуваєте близькість.  Починаючи з першого березня, одну або кілька мартениць носять пришпиленими до одягу, на зап'ясті чи шиї, доки той, хто носить, не побачить лелеку чи ластівку, що повертається з міграції, або квітуче дерево, а потім знімає мартеницю. 
У болгарському фольклорі та македонській слов'янській міфології ім'я Баба Марта (болг. Баба Марта, «Бабуся Марч») згадує сварливу стару жінку, настрій якої змінюється дуже швидко. Поширене повір'я свідчить, що одягаючи червоно-білу мартеницю, люди просять у Баби Марти милості. Сподіваються, що завдяки цьому зима швидше мине і прийде весна. Перший лелека або ластівка, що повернулися, сприймається як провісник весни і як свідчення того, що Баба Марта в доброму гуморі та збирається йти . 
Ритуал остаточного зняття мартениці відрізняється в різних частинах Болгарії та Північної Македонії. Деякі люди прив'язують мартеницю до гілки фруктового дерева, даруючи дереву здоров'я та удачу, якими насолоджувався той, хто носить мартеницю. Інші кладуть його під камінь із думкою, що вид істоти (зазвичай комаха), найближчий до жетона наступного дня, визначатиме здоров'я людини на решту року. Якщо істота є личинкою або хробаком, наступний рік буде здоровим і вдалим. Така ж удача пов'язана з мурахою, різниця в тому, що людині доведеться багато працювати, щоб досягти успіху. Якщо істота, яка є найближчою до жетона, є павуком, то ця людина в біді й може не мати удачі, здоров'я чи особистого успіху. 
Носіння однієї або кількох мартениць є дуже популярною болгарською та македонською традицією. Час, протягом якого вони носяться, вважається радісним святом пам'яті про здоров'я і довголіття. 
Сучасні мартениці мають більшу різноманітність форм і часто включають кольорові намистини та інші деталі.

## Походження
Ця традиція є важливою частиною культури Болгарії, подібна традиція існує в Північній Македонії, а також у Греції, Албанії (відома як verorja), Румунії та Молдові. Традиція пов'язана з давньою язичницькою історією Балканського півострова і всіма землеробськими культами природи. Деякі особливості ритуалу, особливо зв'язування кручених білих і червоних вовняних ниток, є результатом багатовікової традиції та вказують на фракійське (палеобалканське) або, можливо, еллінське чи римське походження.
Деякі етнографи стверджують, що цей звичай можна простежити в Елевсинських містеріях. Уважається, що стародавнім еквівалентом сучасного грецького «мартіса» є кроке (κρόκη). Цей звичай згадується в Лексиконі Фотія. Кажуть, що священики [μύσται] обмотують червону нитку [κρόκη] навколо правої руки та ноги. У той час червоні або пофарбовані нитки використовували для захисту дітей і молоді від злих духів і чаклунства.
Болгарська історія початку 20-го століття пов'язує перші мартениці з битвою при Онгале 7-го століття між болгарським ханом Аспарухом і візантійцями, яка призвела до вирішальної перемоги болгар. Після битви Аспарух послав голубів із білими нитками, щоб сповістити про перемогу своєму головному табору. Під час польоту нитки стали кривавими, таким чином виникла перша мартениця.